# Ville (Ferrières)
Pour les articles homonymes, voir Ville (homonymie).
Ville  (en wallon : Vèye) est un village de la commune belge de Ferrières en province de Liège. 
Avant la fusion des communes, le village faisait partie de la commune de My et de la province de Luxembourg.

## Étymologie
Uilla en 862 et Villa à partir de 953-954. 
L'origine du nom signifierait : Villa romaine.

## Situation et description
Ville se situe près du carrefour de la N.66 (Huy - Malmédy) et de la N.86 (Aywaille - Marche-en-Famenne). Le village s'articule autour de la rue du Centre. 

## Patrimoine

### Patrimoine naturel
Entre la chapelle de Ville et le cimetière, se trouve le chantoire de Ville qui positionne le village à la limite de l'Ardenne et de la région calcaire de la Calestienne. Ce chantoire reçoit les eaux du petit ruisseau de Welva.

### Patrimoine religieux
La chapelle de Ville dédiée à Saint-Etienne a été construite en 1868 dans un style ogival. Cette imposante chapelle se trouve en dehors du village sur la route des Ardennes en direction de Ferrières  à côté d'une belle ferme bâtie en pierre calcaire.
Une autre chapelle se trouve au carrefour des deux routes nationales. Il s'agit de la chapelle dédiée à Notre-Dame de l’Univers qui fut construite en 1954. On y vénère le bienheureux Jean XXIII. Elle appartient à l'Association des Œuvres paroissiales du Doyenné de Barvaux-sur-Ourthe. Cette chapelle bâtie en moellons de grès avec clocheton fut entièrement démontée puis déplacée de quelques dizaines de mètres lors de l'aménagement du carrefour en 1978.
Le village possède six anciennes croix en pierre calcaire ou sur socle de ce matériau :
- la croix Grimbiémont située au nord du village, à limite de l'ancienne commune de Filot et à une vingtaine de mètres de la route des Fagnes (N86), crucifix en fonte daté de 1838 sur socle en pierre calcaire[2],
- la croix d'Ancion de Ville ou du Tiyou de Ville, croix en fer avec Christ en fonte datée de 1823 aussi posée sur un haut socle de pierre calcaire, entourée de tilleuls et située au sommet de Rognac[3],
- une autre croix Grimbiémont datée de 1822, posée sur un haut socle de pierre calcaire et située au carrefour de la rue du Centre et de Rognac[4],
- une croix en pierre calcaire située sur la route du Condroz, à proximité du carrefour des deux routes nationales,
- un édicule en pierre calcaire surmonté d'une petite croix du même matériau placé au pignon est de la maison sise au no 26 de la rue du Centre,
- un crucifix du XIXe siècle, avec Christ en fonte, ancré sur un socle octogonal en pierre calcaire remontant peut-être au XVIe siècle dressé contre une haie au sommet de la voie Petite-Taille[5].

### Patrimoine civil
La rue du Centre est jalonnée d'anciennes fermettes construites la plupart du temps au cours du XIXe siècle en pierre calcaire ou en moellons de grès, parfois avec un mélange ou une juxtaposition de ces deux matériaux. Les encadrements des baies sont réalisées en pierre de taille ou en brique. Plusieurs de ces constructions sont reprises à l'inventaire du patrimoine immobilier culturel de Wallonie. La rue du Vieux Lieu possède aussi quelques habitations anciennes.
Au milieu d'une placette triangulaire située en contrebas de la rue du Centre, se dresse une pompe à eau en fonte datant environ de 1900 et décorée de glands et de palmettes. Un long bac abreuvoir en pierre calcaire jouxte la pompe.
Placé à l'extérieur du village, le château de Ville se trouve au sein d'un beau parc arboré de 8 ha comprenant trois pièces d'eau. Il sert actuellement d'internat à plusieurs établissements scolaires dont l'athénée de Bomal.

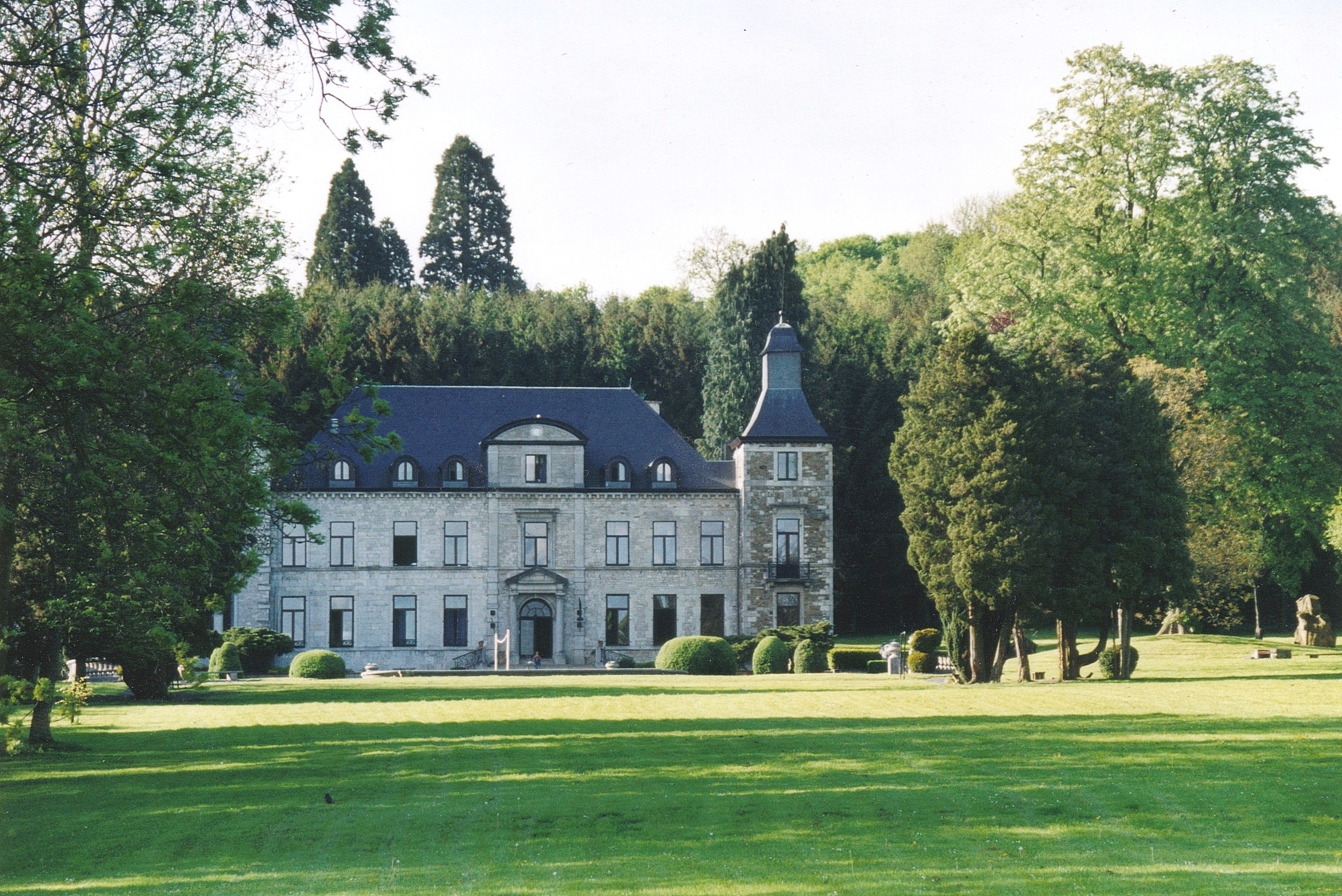
Le château de Ville